# 英インターチェンジ
英インターチェンジ（はなぶさインターチェンジ）は、埼玉県新座市中野にあるインターチェンジである。ハーフクローバー型の形状をしている。

## 道路
- 国道254号（川越街道）
  - 当IC以北は片側一車線で、歩道が狭く通行に支障の多い区間である。跡見学園女子大学以北は並木道となっている。当ICから少し北へ進むと入間郡三芳町である。
  - 当ICから東京都練馬区の東埼橋交差点までの区間は、かつて国道254号の一部であった埼玉県道109号新座和光線のバイパスとして建設された区間で、「新座バイパス」という名称がある。
  - 正式には国道463号の当ICから富士見川越バイパスまでの区間は国道254号の重複区間であるが、当ページにおいて国道254号と表記した場合、このバイパス区間を含まないものとする。

## 接続する道路
- 国道463号浦和所沢バイパス
  - 国道463号の本線であるが、かつて存在した埼玉県道2号浦和所沢線のバイパスとして建設されたため、「バイパス」という名称が付いている。
  - 当ICから富士見市の下南畑交差点までは国道254号のバイパスでもあり、同交差点で富士見川越バイパス（国道254号バイパス）に接続。将来的には和光富士見バイパス（国道254号バイパス）にも接続する予定である。
  - 当ICから少し東へ進むと入間郡三芳町、少し西へ進むと所沢市である。
- 埼玉県道109号新座和光線（旧川越街道）
  - このインターチェンジの東京側の新座市大和田が起点。かつては国道254号の一部で、当時の通称は「川越街道」であった。

## 構造
不完全クローバー型で平面交差部分が存在する。主に、国道463号から英インターチェンジを経由する場合で平面交差が生じている。
- 国道254号から英インターチェンジを経由
  - 国道254号・東京方面⇔国道254号・川越方面 平面交差無し
  - 国道254号・東京方面⇒国道463号・所沢方面 平面交差無し
  - 国道254号・東京方面⇒国道463号・浦和方面 平面交差無し
  - 国道254号・川越方面⇒国道463号・所沢方面 平面交差無し
  - 国道254号・川越方面⇒国道463号・浦和方面 平面交差無し
  - 国道254号・川越方面⇒県道109号・和光方面 平面交差有り（同一方向）/信号機無し
- 国道463号から英インターチェンジを経由
  - 国道463号・所沢方面⇔国道463号・浦和方面 平面交差有り/信号機有り
  - 国道463号・所沢方面⇒国道254号・川越方面 平面交差無し
  - 国道463号・所沢方面⇒国道254号・東京方面 平面交差有り（対向車線）/信号機有り
  - 国道463号・所沢方面⇒県道109号・和光方面 平面交差有り（対向車線）/信号機有り
  - 国道463号・浦和方面⇒国道254号・川越方面 平面交差有り（対向車線）/信号機有り
  - 国道463号・浦和方面⇒国道254号・東京方面 平面交差有り（同一方向）/信号機有り
  - 国道463号・浦和方面⇒県道109号・和光方面 平面交差有り（同一方向）/信号機有り
- 県道109号方面から直接英インターチェンジに入ることはできない
  - （大和田中町交差点で左折し埼玉県道113号川越新座線に入り、次の大和田交差点で右折して国道254号線に入るという手順が必要。）

## 注意点
大雨時は当IC付近で水たまりが発生する。

## 歴史
- 1971年（昭和46年）11月15日 - 開通。開通当初の名称は「新座インターチェンジ」であった[2]。
- 2004年（平成16年） - インターチェンジ内の国道254号が国道463号を跨ぐ橋である新座インターチェンジ橋を架け替え[1]。

## 周辺
- 関越自動車道所沢IC
- 跡見学園女子大学
- 西武台新座中学校・西武台高等学校
- 山崎製パン埼玉第一工場
- OSCデオシティ新座
- 新座貨物ターミナル駅
- 新座駅（JR武蔵野線）
- 埼玉県立新座柳瀬高等学校